# Кнорринг Володимир Романович
Володимир Романович Кнорринг (фон Кнорринг) (1861—1938) — генерал-лейтенант, із дворян Естляндської та Херсонської губерній, барон.

## Біографія

### Родина
Народився 9 (21) вересня 1861 року. Віросповідання православне. Син лютеранина генерал-ад'ютанта Романа Івановича Кнорринга та православної Юлії Андріївни (до шлюбу Різанової), брат Катерини Романівни Кнорринг (14 (2) серпня 1860), брат генерал-майора Андрія Романовича Кнорринга (10 жовтня (28 вересня) 1862— 29 березня 1918). 
По батькові походив із дворян Кноррингів Естляндської губернії. По матері походив із козацького старшинського роду Гетьманщини Бутовичів-Базилевичів — син Юлії Андріївної Різанової (1837 р.н.), онук поміщика Лозуватки, майора Андрія Романовича Різанова, правнук надвірної радниці Явдохи Григорівни Різанової (до шлюбу Бутович), праправнук судді (1754—1764) Слобідського козацького полку Григорія Івановича Бутовича, прапраправнук значкового товариша Івана Ільковича Бутка та прапрапраправнук сотника (1680, 1690) Зіньківської сотні Гадяцького полку Ілька Бутка († до 1695).
Баба Володимира Кнорринга, Різанова (до шлюбу Касинова) Ганна Михайлівна, відома діячка українського відродження в Єлисаветграді (нині Кропивницький).

### Кар'єра
З 1873 року виховувався у Пажеському корпусі. 7 (19) серпня 1882 року з камер-пажів підвищений у корнети Кавалергардського полку.
У 1888 році був підвищений у поручики. У 1891 році відряджений до 3-го військово-телеграфного парку для навчання телеграфної справи та фехтуванню. У 1892 році був підвищений в штабс-ротмістри і відряджений у кадр № 1 гвардійського кавалерійського запасу. У 1893 році призначений завідувачем полковою телеграфною станцією та навчальною командою.
14 травня 1896 року на коронації імператора Миколи II був одним із двох кавалергардів асистентів (у парі з бароном Карлом Маннергеймом). У процесії йшов праворуч від імператора.
Представник фірми «Люм'єр» Камілл Серф зняв на кіноплівку коронацію імператора, зокрема як Володимир Романович Кнорринг у парадній формі кавалергарда йде праворуч від Миколи ІІ.
З 9 (21) червня 1896 по 8 (21) травня 1900 командував лейб-ескадроном, а потім по 8 (21) серпня 1902 завідував розвідниками полку. У 1898 році був підвищений у ротмістри. 8 (21) серпня 1902 року спочатку призначений ординарцем, а потім (10 (23) листопада 1902) ад'ютантом до головнокомандувача військ гвардії та Санкт-Петербурзького військового округу, великого князя Володимира Олександровича. 28 березня (10 квітня) 1904 року був підвищений у полковники. 26 жовтня (8 листопада) 1905 року великий князь пішов у відставку з посади головнокомандувача, проте фон Кнорринг залишився на посаді його особистого ад'ютанта.
З 4 (17) травня 1909 р. до 10 (23) квітня 1916 р. мав звання «на посаді шталмейстера двору великої княгині Марії Павлівни». 18 квітня (1 травня) 1910 року підвищено в генерал-майори. 10 (23) квітня 1916 року за відмінність підвищений в генерал-лейтенанти.

### Еміграція
Після революції на еміграції у Франції. Жив у Російському домі в Сент-Женев'єв-де-Буа, де й помер 20 жовтня 1938 року, похований на місцевому цвинтарі.

## Нагороди

### Російські ордени
- Орден Святої Анни 3 ст. (1897);
- Орден Св. Станіслава 2 ст. (1901);
- Орден Святої Анни 2-ї ст. (1905);
- Орден Святого Володимира 4 ст. (1907);
- Орден Святого Володимира 3 ст. (1912);
- Орден Святого Станіслава 1 ст. (1915).

### Іноземні ордени
- Орден Зірки Румунії командорського хреста.

### Медалі та знаки
- Медаль «У пам'ять про коронацію імператора Олександра III» (1883)
- Медаль «У пам'ять про царювання імператора Олександра III» (1896)
- Медаль «У пам'ять про коронацію Імператора Миколи II» (1896)
- Медаль «У пам'ять про 300-річчя царювання дому Романових» (1913)
- Знак Пажеського корпусу
- Знак у пам'ять про 200-річчя Царського Села.